# リース男爵
リース男爵（英: Baron Reith、[ˈriːθ]）は、イギリスの男爵、貴族。連合王国貴族爵位。実業家ジョン・リースが1940年に叙位されたことに始まる。

## 歴史
ジョン・リース(1889-1971)は英国放送協会初代会長を務めた実業家であった。彼は保守党の政治家として政界に進出したのち、1940年10月21日に連合王国貴族爵位のキンカーディン州ストーンヘイヴンのリース男爵(Baron Reith, of Stonehaven in the County of Kincardine)に叙せられた。1971年に彼が亡くなると、爵位は息子のクリストファーが相続した。
2代男爵クリストファー(1928-2016)は父より爵位を相続したのも束の間、その翌年には爵位一代放棄を行った。
その息子である3代男爵ジェイムズ(1971-)が、リース男爵家現当主である。

## リース男爵（1940年）
- 初代リース男爵ジョン・チャールズ・ウォルシャム・リース（英語版） (1889–1971)
- 第2代リース男爵クリストファー・ジョン・リース (1928–2016) (1972年に爵位一代放棄)
- 第3代リース男爵ジェイムズ・ハリー・ジョン・リース(1971 - )

爵位の法定推定相続人は、現当主の息子であるハリー・ジョセフ・リース(2006-)閣下。